# Automatic Certificate Management Environment

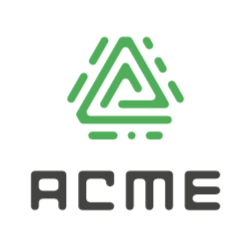
Logo ACME

ACME (ang. Automatic Certificate Management Environment) – protokół komunikacyjny służący do automatyzacji interakcji pomiędzy urzędami certyfikacji, a serwerami ich użytkowników, umożliwiający automatyczne wdrażanie infrastruktury kluczy publicznych przy bardzo niskich kosztach. Protokół został zaprojektowany przez Internet Security Research Group (ISRG) dla swojej usługi Let’s Encrypt.
Protokół, oparty na przekazywaniu wiadomości w formacie JSON przez HTTPS, został opublikowany jako standard internetowy w RFC 8555.

## Implementacje
ISRG opracowało wolne i otwarte implementacje ACME: certbot to oparte na Pythonie oprogramowanie do zarządzania certyfikatami serwera przy użyciu protokołu ACME, a boulder to napisana w Go implementacja urzędu certyfikacji.

## Wersje API

### ACME v1
Specyfikacja API v1 została opublikowana 12 kwietnia 2016 roku i obsługuje wydawanie certyfikatów dla w pełni kwalifikowanych nazw domen, takich jak example.com lub cluster.example.com, za to nie obsługuje certyfikatów wieloznacznch (ang. wildcard), takich jak *.example.com. Obsługa API V1 została wyłączona przez Let’s Encrypt 1 czerwca 2021 roku.

### ACME v2
API v2 zostało opublikowane 13 marca 2018 roku i nie jest wstecznie kompatybilne z v1. Wersja 2 obsługuje domeny wieloznaczne dzięki czemu wiele subdomen np. https://cluster01.example.com, https://cluster02.example.com, https://example.com, może używać protokółu TLS w sieciach prywatnych, w ramach jednej domeny, przy użyciu jednego, wspólnego certyfikatu. Wystąpienie o taki certyfikat wymaga modyfikacji rekordu TXT domeny, co weryfikuje kontrolę nad domeną.